# Ricardo Echeverría
Pour les articles homonymes, voir Echeverría.
Ricardo Echeverría (né le 31 mai 1918 à Antofagasta et mort le 15 août 1988 à Angol) est un cavalier chilien.

## Biographie
Ricardo Echeverría est membre de l'équipe olympique du Chili de saut d'obstacles aux Jeux olympiques d'été de 1952 à Helsinki. Lors de cette compétition, il remporte la médaille d'argent au saut d'obstacles par équipes en compagnie de ses coéquipiers César Mendoza et Óscar Cristi.